# Pedro Martínez de San Martín
Pedro Martínez de San Martín (Pamplona, 1772 - Barcelona, 24 de març de 1849) fou un religiós espanyol, bisbe de Barcelona entre els anys 1833 i 1849.
Germà del general liberal José Martínez de San Martín, es formà al Seminari de Pamplona, i fou canonge de Burgos. El 15 d'abril de 1833 va ser nomenat bisbe de Barcelona. Va mantenir amistat amb els bisbes Fèlix Amat de Palou i Pont, qui fou bibliotecari de la Biblioteca Pública Episcopal del Seminari de Barcelona, i Fèlix Torres i Amat de Palou, bisbe d'Astorga. Va escriure diversos discursos com el “Discurs dirigit principalment als ministres del santuari” (Barcelona 1838).
A més de la seva activitat eclesiàstica, tingué una activitat pública com a Pròcer del Regne entre els anys 1834 i 1836, Senador por la província de Burgos entre 1844 i 1845, i Senador vitalici des del 1845. Va col·laborar en els governs de la regència de Maria Cristina de Borbó. Va publicar una pastoral en contra de la Constitució de Cadis. Possiblement per això la cúria romana el titllava de liberal i jansenista.